# Plectorhinchus paulayi
Plectorhinchus paulayi är en fiskart som beskrevs av Steindachner, 1895. Plectorhinchus paulayi ingår i släktet Plectorhinchus och familjen Haemulidae. Inga underarter finns listade i Catalogue of Life.